# Sự nghiệp điện ảnh của Bette Davis

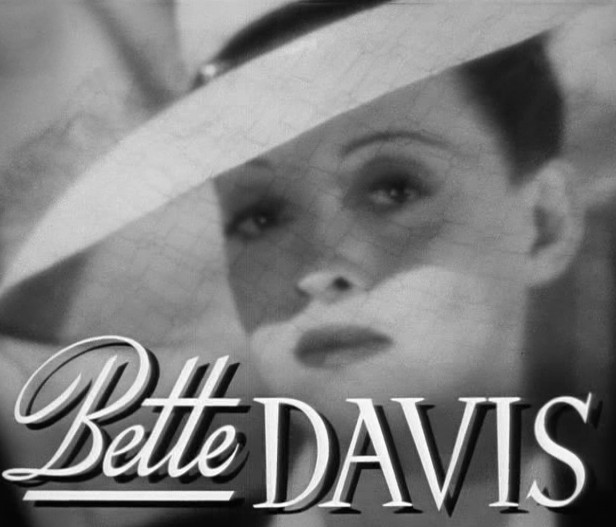
Bette Davis trong giới thiệu phim Now, Voyager (1942), một trong 10 phim bà nhận được đề cử Oscar vai nữ chính.

Đầy là danh sách chi tiết về những phim Bette Davis tham gia. Davis bắt đầu đóng phim từ năm 1931, là diễn viên hợp đồng của Universal Studios. Bà ký hợp đồng với Warner Bros. năm 1932 và ở lại cho đến năm 1949, sau đó bà hoạt động như một diễn viên độc lập. Lần cuối cùng bà đứng trên màn ảnh là trong Wicked Stepmother, phát hành năm 1989, năm bà mất.
Suốt 68 năm hoạt động nghệ thuật, Davis đã để lại nhiều vai diễn để đời, bắt đầu với Of Human Bondage năm 1934. Bà giành được Oscar vai nữ chính cho Dangerous (1935) và Jezebel (1938) và được đề cử 8 lần.

## Phim tham gia

### 1931–1940
| Năm  | Tên phim                                        | Vai diễn                          | Đạo diễn            | Diễn viên khác                                                                                          |
| ---- | ----------------------------------------------- | --------------------------------- | ------------------- | --- |
| 1931 | The Bad Sister                                  | Laura Madison                     | Hobart Henley       | Conrad Nagel, Sidney Fox, Zasu Pitts, Slim Summerville, Humphrey Bogart                                 |
| 1931 | Seed                                            | Margaret Carter                   | John M. Stahl       | John Boles, Frances Dade, Raymond Hackett, Zasu Pitts                                                   |
| 1931 | Waterloo Bridge                                 | Janet Cronin                      | James Whale         | Mae Clarke, Douglass Montgomery, Doris Lloyd                                                            |
| 1932 | Way Back Home                                   | Mary Lucy                         | William A. Seiter   | Phillips Lloyd, Effie Palmer, Frank Albertson, Frankie Darro                                            |
| 1932 | The Menace                                      | Peggy Lowell                      | Roy William Neill   | H. B. Warner, Walter Byron, Natalie Moorhead                                                            |
| 1932 | Hell's House                                    | Peggy Gardner                     | Howard Higgin       | Pat O'Brien                                                                                             |
| 1932 | The Man Who Played God                          | Grace Blair                       | John G. Adolfi      | George Arliss, Violet Heming                                                                            |
| 1932 | So Big!                                         | Miss Dallas O'Mara                | William A. Wellman  | Barbara Stanwyck, George Brent, Dickie Moore                                                            |
| 1932 | The Rich are Always With Us                     | Malbro                            | Alfred E. Green     | Ruth Chatterton, George Brent, John Miljan                                                              |
| 1932 | The Dark Horse                                  | Kay Russell                       | Alfred E. Green     | Warren William, Guy Kibbee                                                                              |
| 1932 | The Cabin in the Cotton                         | Madge Norwood                     | Michael Curtiz      | Richard Bathelmess, Dorothy Jordan, Hardie Albright                                                     |
| 1932 | Three on a Match                                | Ruth Wescott                      | Mervyn LeRoy        | Joan Blondell, Ann Dvorak, Humphrey Bogart                                                              |
| 1932 | 20,000 Years in Sing Sing                       | Fay Wilson                        | Michael Curtiz      | Spencer Tracy                                                                                           |
| 1933 | Just Around the Corner (promotional short phim) | Ginger                            |                     | Joan Blondell, Ruth Donnelly, Dick Powell                                                               |
| 1933 | Parachute Jumper                                | Patricia "Alabama" Brent          | Alfred E. Green     | Douglas Fairbanks Jr., Claire Dodd                                                                      |
| 1933 | The Working Man                                 | Jenny Harland (cũng Jane Grey)    | John G. Adolfi      | George Arliss, Theodore Newton, Hardie Albright                                                         |
| 1933 | Ex-Lady                                         | Helen Bauer                       | Robert Florey       | Gene Raymond, Frank McHugh, Claire Dodd                                                                 |
| 1933 | Bureau of Missing Persons                       | Norma Roberts                     | Roy Del Ruth        | Lewis Stone, Pat O'Brien, Glenda Farrell                                                                |
| 1934 | The Big Shakedown                               | Norma Nelson                      | John Francis Dillon | Charles Farrell, Ricardo Cortez, Glenda Farrell                                                         |
| 1934 | Fashions of 1934                                | Lynn Mason                        | William Dieterle    | William Powell, Frank McHugh, Hugh Herbert, Verree Teasdale                                             |
| 1934 | Jimmy the Gent                                  | Miss Joan Martin                  | Michael Curtiz      | James Cagney, Allen Jenkins, Alice White, Mayo Methot                                                   |
| 1934 | Fog Over Frisco                                 | Arlene Bradford                   | William Dieterle    | Donald Woods, Margaret Lindsay, Lyle Talbot                                                             |
| 1934 | Of Human Bondage                                | Mildred Rogers                    | John Cromwell       | Leslie Howard, Frances Dee, Kay Johnson, Reginald Denny, Alan Hale                                      |
| 1934 | Housewife                                       | Patricia "Pat" Berkeley           | Alfred E. Green     | George Brent, Ann Dvorak, John Halliday, Ruth Donnelly                                                  |
| 1935 | Bordertown                                      | Mrs Marie Roark                   | Archie Mayo         | Paul Muni, Margaret Lindsay, Eugene Pallette                                                            |
| 1935 | The Girl from 10th Avenue                       | Miriam A. Brady                   | Alfred E. Green     | Ian Hunter, Colin Clive, Alison Skipworth                                                               |
| 1935 | Front Page Woman                                | Ellen Garfield                    | Michael Curtiz      | George Brent, Roscoe Karns                                                                              |
| 1935 | Special Agent                                   | Julie Gardner                     | William Keighley    | George Brent, Ricardo Cortez                                                                            |
| 1935 | Dangerous                                       | Joyce Heath                       | Alfred E. Green     | Franchot Tone, Margaret Lindsay, Alison Skipworth                                                       |
| 1936 | The Petrified Forest                            | Gabrielle "Gabby" Maple           | Archie Mayo         | Leslie Howard, Genevieve Tobin, Dick Foran, Humphrey Bogart                                             |
| 1936 | The Golden Arrow                                | Daisy Appleby                     | Alfred E. Green     | George Brent, Eugene Pallette, Dick Foran                                                               |
| 1936 | Satan Met a Lady                                | Valerie Purvis                    | William Dieterle    | Warren William, Alison Skipworth                                                                        |
| 1937 | Marked Woman                                    | Mary Dwight Strauber              | LLoyd Bacon         | Humphrey Bogart, Lola Lane, Isabel Jewell, Eduardo Ciannelli, Rosalind Marquis, Mayo Methot, Jane Bryan |
| 1937 | Kid Galahad                                     | Louise "Fluff" Phillips           | Michael Curtiz      | Edward G. Robinson, Humphrey Bogart, Wayne Morris, Jane Bryan                                           |
| 1937 | That Certain Woman                              | Mary Donnell (cũng Mrs Al Haines) | Edmund Goulding     | Henry Fonda, Anita Louise, Ian Hunter, Donald Crisp                                                     |
| 1937 | It's Love I'm After                             | Joyce Arden                       | Archie Mayo         | Leslie Howard, Olivia de Havilland, Eric Blore, Patric Knowles, Spring Byington, Bonita Granville       |
| 1938 | Jezebel                                         | Julie Marsden                     | William Wyler       | Henry Fonda, George Brent, Margaret Lindsay, Fay Bainter, Donald Crisp, Spring Byington                 |
| 1938 | The Sisters                                     | Louise Elliott Medlin             | Anatole Litvak      | Errol Flynn, Anita Louise, Ian Hunter, Donald Crisp, Beulah Bondi, Jane Bryan                           |
| 1939 | Dark Victory                                    | Judith Traherne                   | Edmund Goulding     | George Brent, Humphrey Bogart, Geraldine Fitzgerald, Ronald Reagan                                      |
| 1939 | Juarez                                          | Empress Carlotta                  | William Dieterle    | Paul Muni, Brian Aherne, Claude Rains, John Garfield, Donald Crisp, Joseph Calleia, Gale Sondergaard    |
| 1939 | The Old Maid                                    | Charlotte Lovell                  | Edmund Goulding     | Miriam Hopkins, George Brent, Donald Crisp, Jane Bryan, Louise Fazenda                                  |
| 1939 | The Private Lives of Elizabeth and Essex        | Elizabeth I của Anh               | Michael Curtiz      | Errol Flynn, Olivia de Havilland, Donald Crisp, Alan Hale                                               |
| 1940 | All This, and Heaven Too                        | Henriette Deluzy-Desportes        | Anatole Litvak      | Charles Boyer, Jeffrey Lynn, Barbara O'Neil, Virginia Weidler                                           |
| 1940 | The Letter                                      | Leslie Crosbie                    | William Wyler       | Herbert Marshall, James Stephenson, Frieda Inescort, Gale Sondergaard                                   |

### 1941–1950
| Năm  | Tên phim                         | Vai diễn                            | Đạo diễn             | Diễn viên khác |
| ---- | -------------------------------- | ----------------------------------- | -------------------- | --- |
| 1941 | The Great Lie                    | Maggie Patterson Van Allen          | Edmund Goulding      | George Brent, Mary Astor, Lucile Watson, Hattie McDaniel |
| 1941 | Shining Victory (chưa chắc chắn) | Y tá                                | Irving Rapper        | James Stephenson, Geraldine Fitzgerald, Donald Crisp, Barbara O'Neil |
| 1941 | The Bride Came C.O.D.            | Joan Winfield                       | William Keighley     | James Cagney, Stuart Erwin, Eugene Pallette, Jack Carson, George Tobias |
| 1941 | The Little Foxes                 | Regina Giddens                      | William Wyler        | Herbert Marshall, Teresa Wright, Richard Carlson, Dan Duryea, Patricia Collinge |
| 1942 | The Man Who Came to Dinner       | Maggie Cutler                       | William Keighley     | Ann Sheridan, Monty Woolley, Richard Travis, Jimmy Durante, Billie Burke, Mary Wickes |
| 1942 | In This Our Life                 | Stanley Timberlake Kingsmill        | John Huston          | Olivia de Havilland, George Brent, Dennis Morgan, Charles Coburn, Billie Burke, Hattie McDaniel, Lee Patrick |
| 1942 | Now, Voyager                     | Charlotte Vale                      | Irving Rapper        | Paul Henreid, Claude Rains, Gladys Cooper, Bonita Granville, John Loder, Ilka Chase, Lee Patrick, Mary Wickes |
| 1943 | Watch on the Rhine               | Sara Muller                         | Herman Shumlin       | Paul Lukas, Geraldine Fitzgerald, Lucile Watson, Beulah Bondi |
| 1943 | Thank Your Lucky Stars           | Bản thân                            | David Butler         | Humphrey Bogart, Eddie Cantor, Olivia de Havilland, Errol Flynn, John Garfield, Joan Leslie, Ida Lupino, Dennis Morgan, Ann Sheridan, Dinah Shore, Alexis Smith, Jack Carson, Alan Hale, George Tobias, Edward Everett Horton, S. Z. Sakall, Hattie McDaniel |
| 1943 | Old Acquaintance                 | Kit Marlowe                         | Vincent Sherman      | Miriam Hopkins, John Loder, Gig Young |
| 1944 | Mr. Skeffington                  | Fanny Trellis                       | Vincent Sherman      | Claude Rains, Walter Abel, George Coulouris |
| 1944 | Hollywood Canteen                | Bản thân                            | Delmer Daves         | Chị em Andrews, Dane Clark, Robert Hutton, Jack Benny, Joe E. Brown, Eddie Cantor, Kitty Carlisle, Jack Carson, Joan Crawford, Helmut Dantine, Faye Emerson, Victor Francen, John Garfield, Sydney Greenstreet, Alan Hale, Paul Henreid, Andrea King, Peter Lorre, Ida Lupino, Irene Manning, Nora Martin, Joan McCracken, Dolores Moran, Dennis Morgan, Janis Paige, Eleanor Parker, William Prince, Joyce Reynolds, John Ridgely, Roy Rogers & Trigger, S.Z. Sakall, Zachary Scott, Alexis Smith, Barbara Stanwyck, Craig Stevens, Joseph Szigeti, Donald Woods, Jane Wyman |
| 1945 | The Corn Is Green                | Cô Lilly Moffat                     | Irving Rapper        | John Dall, Nigel Bruce, Rhys Williams, Mildred Dunnock, Joan Lorring |
| 1946 | A Stolen Life                    | Kate và Patricia Bosworth (hai vai) | Curtis Bernhardt     | Glenn Ford, Dane Clark, Walter Brennan |
| 1946 | Deception                        | Christine Radcliffe                 | Irving Rapper        | Paul Henreid, Claude Rains |
| 1948 | Winter Meeting                   | Susan Grieve                        | Bretaigne Windust    | Janis Paige, Jim Davis, John Hoyt, Florence Bates |
| 1948 | June Bride                       | Linda Gilman                        | Bretaigne Windust    | Robert Montgomery, Fay Bainter, Betty Lynn, Mary Wickes, Barbara Bates |
| 1949 | Beyond the Forest                | Rosa Moline                         | King Vidor           | Joseph Cotten, David Brian, Ruth Roman |
| 1950 | All About Eve                    | Margo Channing                      | Joseph L. Mankiewicz | Anne Baxter, George Sanders, Celeste Holm, Gary Merrill, Hugh Marlowe, Gregory Ratoff, Barbara Bates, Thelma Ritter, Marilyn Monroe |

### 1951–1960
| Năm  | Tên phim                   | Vai diễn             | Đạo diễn         | Diễn viên khác                                                                                 |
| ---- | -------------------------- | -------------------- | ---------------- | ---------------------------------------------------------------------------------------------- |
| 1951 | Payment on Demand          | Joyce Ramsey         | Curtis Bernhardt | Barry Sullivan, Jane Cowl, Betty Lynn, Kent Taylor                                             |
| 1952 | Another Man's Poison       | Janet Frobisher      | Irving Rapper    | Gary Merrill, Emlyn Williams, Anthony Steele, Barbara Murray                                   |
| 1952 | Phone Call from a Stranger | Bianca Carr          | Jean Negulesco   | Shelley Winters, Gary Merrill, Michael Rennie, Keenan Wynn, Beatrice Straight                  |
| 1952 | The Star                   | Margaret Elliot      | Stuart Heisler   | Sterling Hayden, Natalie Wood                                                                  |
| 1955 | The Virgin Queen           | Elizabeth I của Anh  | Henry Koster     | Richard Todd, Joan Collins, Herbert Marshall, Dan O'Herlihy                                    |
| 1956 | The Catered Affair         | Agnes Hurley         | Richard Brooks   | Ernest Borgnine, Debbie Reynolds, Barry Fitzgerald, Rod Taylor                                 |
| 1956 | Storm Center               | Alicia Hull          | Daniel Taradash  | Brian Keith, Kim Hunter                                                                        |
| 1959 | John Paul Jones            | Ekaterina II của Nga | John Farrow      | Robert Stack, Marisa Pavan, Charles Coburn, MacDonald Carey, Jean-Pierre Aumont, Peter Cushing |
| 1959 | The Scapegoat              | The Countess         | Robert Hamer     | Alec Guinness, Nicole Maurey, Irene Worth                                                      |

### 1961–1970
| Năm  | Tên phim                         | Vai diễn                                      | Đạo diễn          | Diễn viên khác                                                                                |
| ---- | -------------------------------- | --------------------------------------------- | ----------------- | --------------------------------------------------------------------------------------------- |
| 1961 | Pocketful of Miracles            | Apple Annie                                   | Frank Capra       | Glenn Ford, Hope Lange, Arthur O'Connell, Peter Falk, Edward Everett Horton, Ann-Margret      |
| 1962 | What Ever Happened to Baby Jane? | Baby Jane Hudson                              | Robert Aldrich    | Joan Crawford, Victor Buono                                                                   |
| 1963 | The Empty Canvas                 | Mẹ của Dino                                   | Damiano Damiani   | Horst Buchholz, Isa Miranda                                                                   |
| 1964 | Dead Ringer                      | Margaret De Lorca và Edith Phillips (hai vai) | Paul Henreid      | Karl Malden, Peter Lawford, Jean Hagen, Estelle Winwood                                       |
| 1964 | Where Love Has Gone              | Bà Gerald Hayden                              | Edward Dmytryk    | Susan Hayward, Mike Connors, Joey Heatherton, Jane Greer                                      |
| 1964 | Hush... Hush, Sweet Charlotte    | Charlotte Hollis                              | Robert Aldrich    | Olivia de Havilland, Joseph Cotten, Agnes Moorehead, Cecil Kellaway, Victor Buono, Mary Astor |
| 1965 | The Nanny                        | The nanny                                     | Seth Holt         | Wendy Craig, Jill Bennett                                                                     |
| 1968 | The Anniversary                  | Bà Taggart                                    | Roy Ward Baker    | Sheila Hancock, Jack Hedley                                                                   |
| 1970 | Connecting Rooms                 | Wanda Fleming                                 | Franklin Gollings | Michael Redgrave, Leo Genn                                                                    |

### 1971–1989
| Năm  | Tên phim                   | Vai diễn           | Đạo diễn         | Diễn viên khác |
| ---- | -------------------------- | ------------------ | ---------------- | --- |
| 1971 | Bunny O'Hare               | Bunny O'Hare       | Gerd Oswald      | Ernest Borgnine, Jack Cassidy, John Astin |
| 1972 | The Scientific Cardplayer  | Nữ triệu phú       | Luigi Comencini  | Alberto Sordi, Silvana Mangano, Joseph Cotten |
| 1976 | Burnt Offerings            | Aunt Elizabeth     | Dan Curtis       | Karen Black, Oliver Reed, Burgess Meredith, Eileen Heckart |
| 1978 | Return from Witch Mountain | Letha Wedge        | John Hough       | Christopher Lee, Kim Richards, Jack Soo |
| 1978 | Death on the Nile          | Marie Van Schuyler | John Guillermin  | Peter Ustinov, Simon MacCorkindale, Lois Chiles, Mia Farrow, George Kennedy, Maggie Smith, Angela Lansbury, Olivia Hussey, David Niven, Jon Finch, Jack Warden, Jane Birkin, Harry Andrews, I. S. Johar |
| 1978 | The Children of Sanchez    | vai không xác định | Hall Bartlett    | Anthony Quinn, Dolores del Rio, Katy Jurado |
| 1980 | The Watcher in the Woods   | Bà Aylwood         | John Hough       | Lynn-Holly Johnson, Kyle Richards, Carroll Baker, David McCallum |
| 1987 | The Whales of August       | Libby Strong       | Lindsay Anderson | Lillian Gish, Vincent Price, Ann Sothern |
| 1989 | Wicked Stepmother          | Miranda Pierpoint  | Larry Cohen      | Barbara Carrera, Colleen Camp, Lionel Stander |

### Phim ngắn
| Năm  | Tên phim                           | Ghi chú                                  |
| ---- | ---------------------------------- | ---------------------------------------- |
| 1932 | The 42nd Street Special            |                                          |
| 1935 | A Dream Comes True                 |                                          |
| 1936 | Screen Snapshots Series 16, Tập 1  |                                          |
| 1936 | Screen Snapshots Series 15, Tập 10 |                                          |
| 1937 | A Day at Santa Anita               |                                          |
| 1937 | Screen Snapshots Series 16, Tập 8  |                                          |
| 1938 | For Auld Lang Syne                 |                                          |
| 1938 | Screen Snapshots Series 17, Tập 9  |                                          |
| 1938 | Breakdowns of 1938                 | Hậu trường That Certain Woman và Jezebel |
| 1941 | Breakdowns of 1941                 |                                          |
| 1943 | The Present with a Future          | Bản thân/Mẹ                              |
| 1943 | Show Business at War               |                                          |

## Giải thưởng và đề cử

### Giải thưởng
| Giải Oscar | Giải Oscar                       | Giải Oscar | Giải Oscar  | Giải Oscar |
| Năm        | Phim                             | Kết quả    | Giải thưởng | Hạng mục   |
| ---------- | -------------------------------- | ---------- | ----------- | ---------- |
| 1935       | Dangerous                        | Thắng      | Giải Oscar  | Nữ chính   |
| 1938       | Jezebel                          | Thắng      | Giải Oscar  | Nữ chính   |
| 1939       | Dark Victory                     | Đề cử      | Giải Oscar  | Nữ chính   |
| 1940       | The Letter                       | Đề cử      | Giải Oscar  | Nữ chính   |
| 1941       | The Little Foxes                 | Đề cử      | Giải Oscar  | Nữ chính   |
| 1942       | Now, Voyager                     | Đề cử      | Giải Oscar  | Nữ chính   |
| 1944       | Mr. Skeffington                  | Đề cử      | Giải Oscar  | Nữ chính   |
| 1950       | All About Eve                    | Đề cử      | Giải Oscar  | Nữ chính   |
| 1952       | The Star                         | Đề cử      | Giải Oscar  | Nữ chính   |
| 1962       | What Ever Happened to Baby Jane? | Đề cử      | Giải Oscar  | Nữ chính   |

| Emmy Awards | Emmy Awards                                   | Emmy Awards | Emmy Awards         | Emmy Awards                                                         |
| Năm         | Phim                                          | Kết quả     | Giải thưởng         | Hạng mục                                                            |
| ----------- | --------------------------------------------- | ----------- | ------------------- | ------------------------------------------------------------------- |
| 1979        | Strangers: The Story of a Mother and Daughter | Thắng       | Primetime Giải Emmy | Nữ diễn viên chính nổi bật trong phim hoặc chương trình truyền hình |

| Giải Quả cầu vàng | Giải Quả cầu vàng                | Giải Quả cầu vàng | Giải Quả cầu vàng | Giải Quả cầu vàng                           |
| Năm               | Phim                             | Kết quả           | Giải thưởng       | Hạng mục                                    |
| ----------------- | -------------------------------- | ----------------- | ----------------- | ------------------------------------------- |
| 1951              | All About Eve                    | Đề cử             | Quả cầu vàng      | Nữ chính kịch xuất sắc nhất                 |
| 1962              | Pocketful of Miracles            | Đề cử             | Quả cầu vàng      | Nữ phim ca nhạc hoặc phim hài xuất sắc nhất |
| 1963              | What Ever Happened to Baby Jane? | Đề cử             | Quả cầu vàng      | Nữ chính kịch xuất sắc nhất                 |

| Giải BAFTA | Giải BAFTA                       | Giải BAFTA | Giải BAFTA  | Giải BAFTA          |
| Năm        | Phim                             | Kết quả    | Giải thưởng | Hạng mục            |
| ---------- | -------------------------------- | ---------- | ----------- | ------------------- |
| 1964       | What Ever Happened to Baby Jane? | Đề cử      | giải BAFTA  | Nữ chính nước ngoài |

| Giải Sao Thổ | Giải Sao Thổ    | Giải Sao Thổ | Giải Sao Thổ        | Giải Sao Thổ |
| Năm          | Phim            | Kết quả      | Giải thưởng         | Hạng mục     |
| ------------ | --------------- | ------------ | ------------------- | ------------ |
| 1977         | Burnt Offerings | Thắng        | Golden Scroll Award | Nữ phụ       |

| Giải ACE | Giải ACE       | Giải ACE | Giải ACE    | Giải ACE                                    |
| Năm      | Phim           | Kết quả  | Giải thưởng | Hạng mục                                    |
| -------- | -------------- | -------- | ----------- | ------------------------------------------- |
| 1984     | Right of Way   | Đề cử    | ACE         | Nữ trong phim hoặc chương trình truyền hình |
| 1987     | As Summers Die | Đề cử    | ACE         | Nữ trong phim hoặc chương trình truyền hình |

| Liên hoan phim Cannes | Liên hoan phim Cannes | Liên hoan phim Cannes | Liên hoan phim Cannes | Liên hoan phim Cannes |
| Năm                   | Phim                  | Kết quả               | Giải thưởng           | Hạng mục              |
| --------------------- | --------------------- | --------------------- | --------------------- | --------------------- |
| 1950                  | All About Eve         | Thắng                 | Liên hoan phim Cannes | Nữ chính              |

| Giải Nastro d'Argento | Giải Nastro d'Argento | Giải Nastro d'Argento | Giải Nastro d'Argento | Giải Nastro d'Argento |
| Năm                   | Phim                  | Kết quả               | Giải thưởng           | Hạng mục              |
| --------------------- | --------------------- | --------------------- | --------------------- | --------------------- |
| 1952                  | All About Eve         | Thắng                 | Huy chương bạc        | Nữ chính nước ngoài   |

| Giải Nguyệt quế | Giải Nguyệt quế                  | Giải Nguyệt quế | Giải Nguyệt quế | Giải Nguyệt quế                 |
| Năm             | Phim                             | Kết quả         | Giải thưởng     | Hạng mục                        |
| --------------- | -------------------------------- | --------------- | --------------- | ------------------------------- |
| 1963            | What Ever Happened to Baby Jane? | 3rd Place       | Nguyệt quế vàng | Top Female Dramatic Performance |
| 1965            | Hush...Hush, Sweet Charlotte     | Thắng           | Nguyệt quế vàng | Dramatic Performance, Female    |

| Monte Carlo TV Festival | Monte Carlo TV Festival | Monte Carlo TV Festival | Monte Carlo TV Festival | Monte Carlo TV Festival |
| Năm                     | Phim                    | Kết quả                 | Giải thưởng             | Hạng mục                |
| ----------------------- | ----------------------- | ----------------------- | ----------------------- | ----------------------- |
| 1983                    | A Piano for Mrs. Cimino | Thắng                   | Nữ thần vàng            | Nữ chính                |

| Giải NYFCC | Giải NYFCC    | Giải NYFCC | Giải NYFCC  | Giải NYFCC |
| Năm        | Phim          | Kết quả    | Giải thưởng | Hạng mục   |
| ---------- | ------------- | ---------- | ----------- | ---------- |
| 1950       | All About Eve | Thắng      | Giải NYFCC  | Nữ chính   |

| Giải Sao Thổ | Giải Sao Thổ    | Giải Sao Thổ | Giải Sao Thổ | Giải Sao Thổ         |
| Năm          | Phim            | Kết quả      | Giải thưởng  | Hạng mục             |
| ------------ | --------------- | ------------ | ------------ | -------------------- |
| 1976         | Burnt Offerings | Thắng        | Giải Sao Thổ | Nữ phụ xuất sắc nhất |

| Cúp Volpi | Cúp Volpi                | Cúp Volpi | Cúp Volpi    | Cúp Volpi    |
| Năm       | Phim                     | Kết quả   | Giải thưởng  | Hạng mục     |
| --------- | ------------------------ | --------- | ------------ | ------------ |
| 1937      | Kid Galahad Marked Woman | Thắng     | Volpi Awards | Best Actress |

### Giải danh dự
| Năm  | Giải thưởng                          | Hạng mục                               |
| ---- | ------------------------------------ | -------------------------------------- |
| 1941 | Giải Táo vàng                        | Nữ diễn viên cống hiến nhất            |
| 1962 | Giải Photoplay                       | Nữ minh tinh nổi tiếng nhất            |
| 1963 | Giải Táo vàng                        | Nữ diễn viên cống hiến nhất            |
| 1974 | Giải Quả cầu vàng                    | Giải Quả cầu vàng Cecil B. DeMille     |
| 1983 | Giải sao băng                        | Giải Cống hiến trọn đời Sao băng       |
| 1986 | Giải César                           | Giải Thành tựu trọn đời César          |
| 1989 | Trung tâm phim Lincoln               | Gala Tribute                           |
| 1989 | Liên hoan phim quốc tế San Sebastián | Giải Thành tựu trọn đời Donostia       |
| ?    | Đại lộ danh vọng Hollywood           | Điện ảnh (số 6225 Hollywood Blvd.)     |
| ?    | Đại lộ danh vọng Hollywood           | Truyền thông (số 6233 Hollywood Blvd.) |